# سیارک ۱۸۰۱۶
سیارک ۱۸۰۱۶ (به انگلیسی: 18016 Grondahl، نامگذاری:1999JU122) هجده هزار و شانزدهمین سیارک کشف شده‌است که در ۱۳ مه ۱۹۹۹ کشف شد.
قدر مطلق سیارک برابر ۱۸.۶ است.